# Піопіо північний
Піопіо північний (Turnagra tanagra) — вимерлий вид горобцеподібних птахів родини вивільгових (Oriolidae).

## Поширення та вимирання
Північний піопіо був ендеміком Північного острова Нової Зеландії. У XIX столітті птах був досить поширеним на всьому острові. До кінця століття чисельність виду різко зменшилась. Останні зразки були зібрані в 1887 році. Останні підтверджені спостереження були в 1938, 1946, 1952 і 1955 роках. Один непідтверджений звіт про спостереження датується березнем 1970 року. Останнім прихистком виду був національний парк Вангауї. Причиною вимирання було вирубування лісу на острові та завезення чужорідних ссавців (кішок, ласок та пацюків).

## Опис
Тіло завдовжки до 28 см. Голова і спина оливково-коричневі. Крила та хвіст рудуваті. Горло біле, груди сірі. Живіт і хвостові покриви мають жовтуватий відтінок. Боки тіла оливково-коричневі з жовтим нальотом. Темно-коричневий дзьоб і ноги, райдужка жовта.